# Thelymitra jacksonii
Thelymitra jacksonii là một loài thực vật có hoa trong họ Lan. Loài này được Hopper & A.P.Br. ex Jeanes mô tả khoa học đầu tiên năm 2006.